# Vicente Dauder
Vicente Dauder Guardiola (Valencia, 25 de noviembre de 1924 - Castellón de la Plana, 9 de febrero de 2001) fue un futbolista y entrenador español. Jugaba como portero. Su hermano menor, Amaro Dauder, fue defensa del R. C. D. Español entre otros equipos.

## Trayectoria
Aunque nació en Valencia de madre catalana, pasó su infancia en Badalona, donde se formó como futbolista. Pasó por diversos clubes de la ciudad antes de llegar al C. F. Badalona, donde se hizo profesional en 1944, recibiendo 750 pesetas y un traje. A continuación defendió los colores del C. E. Europa y C. F. Vilanova, que jugaban en Tercera División. 
La brillante temporada realizada en este club le llevaron a fichar por el Gimnàstic de Tarragona en 1948, que entonces jugaba en primera división. Después de dos temporadas fichó por el Atlético de Madrid donde una lesión en la primera pretemporada le dejó con muy pocos minutos los siguientes dos años.  Con el Atlético de Madrid ganó dos ligas (1949-50, 1950-51) y una Copa Eva Duarte (1951-52), casi sin jugar. En 1952 fichó por el Celta de Vigo y acabó su carrera en el Hércules C. F., en 1958. El escritor Wenceslao Fernández Flórez lo calificó como Portero Ciclópeo.
En Alicante se convirtió en entrenador, en la que fue una larga carrera, entrenando al como Alicante C. F., U. E. Figueres, Hércules C. F., R. C. D. Mallorca, C. D. Castellón, Gimnástic de Tarragona, Terrassa F. C., Levante U. D., F. C. Andorra,  Sabadell F. C. o C. D. Eldense.
Fue un especialista en ascensos con equipos como la U. D. Las Palmas a Primera División, C. D. Eldense, C. D Castellón, Nàstic de Tarragona o Terrassa F. C. a Segunda, y C. P. Almería y F. C. Andorra a Segunda B.